# 大沙果胡同
大沙果胡同，是位于北京市西城区中部的一条胡同。现已无存。

## 简介
大沙果胡同为南北走向，南到复兴门内大街，北到太平桥大街，中部与小沙果胡同交叉。全长212米，平均宽3.5米。明朝称“砂锅刘胡同”，因为胡同内有善于经营砂锅的刘姓而得名。清朝分成东西两部，东部演变称为“大砂锅琉璃胡同”，西部演变称为“小砂锅琉璃胡同”。1911年之后，东部改称“大砂锅胡同”，后来演变称为“大沙果胡同”。1990年代拆除，原址建中国工商银行总行。